# Willem Snouckaert
Willem Snouckaert van Schouwenburg, gelatiniseerd Gulielmus Zenocarus a Scauwenburgus (1516-1565) was raadsheer in het Hof van Holland.

## Familie
Snouckaert werd in 1516 in Vlaanderen geboren als de zoon van mr. Martin Snouckaert (1486-1533), particulier secretaris en geheimschrijver van keizer Karel V, griffier te Brugge, en Livine Bennings (1490-1528). Hij studeerde rechten in Dowaai, Tours, Orléans, Poitiers en Toulouse. Hij huwde op een onbekend tijdstip met Johanna van de Binkhorst. Zij kregen in ieder geval één dochter, Catharina, die jong overleed. Zij kregen geen kinderen die de volwassen leeftijd bereikten.

## Loopbaan
Snouckaert had (aanvankelijk) een succesvolle ambtelijke carrière in het Bourgondisch-Habsburgse ambtenarenapparaat. Vanaf 1539 was hij secretaris van topambtenaar Cornelis de Schepper. In 1544 werd hij door Karel V verheven in de adelstand, mocht de titel van ridder voeren en kreeg toestemming te promoveren tot doctor in de rechten. In 1543 was hij al benoemd tot onbezoldigd raadsheer in het Hof van Holland in Den Haag. In 1546 werd hij bevorderd tot bezoldigd raadsheer. In Den Haag raakte Snouckaert al snel gefrustreerd door het machtsblok van de oudere en meer ervaren Hollandse raadsheren Gerrit van Assendelft en Cornelis Suys. Uiteindelijk leidde dit in 1555 tot een open conflict tussen Snouckaert en een beperkt aantal anderen aan de ene kant en Van Assendelft, Suys en hun vrienden aan de andere kant. Snouckaert beschuldigde Van Assendelft en Suys van corruptie, nepotisme (Suys) en ketterij (Van Assendelft). Suys en vooral Van Assendelft hadden ook de draak gestoken met zijn riddertitel en de andere adellijke titels die hij voerde. Van Assendelft begon zijn verdediging tegen de beschuldigingen van Snouckaert zelfs met een uitgebreide bespreking van de adellijke pretenties van Snouckaert, om aan te tonen dat deze slechts een ambitieuze dwaas was. Uiteindelijk kwam de zaak voor de Grote Raad van Mechelen, die Snouckaert in 1559 in het ongelijk stelde. Hij moest toen in het openbaar zijn excuses aanbieden en werd uit zijn ambt van raadsheer ontheven. Hij was al sinds januari 1558 niet meer actief als raadsheer. In 1559 publiceerde hij een biografie van Karel V en stond hij ingeschreven aan de universiteit van Leuven. Hij overleed kort voor 20 mei 1565.
Snouckaert is familie van de Nederlands-Vlaamse adellijke familie Snouckaert van Schauburg. Hij en zijn broers waren de eersten die zich ook van Schauburg gingen noemen.

## Publicatie
- De republica, vita, moribus, gestis, fama, religione, sanctitate imperatoris cæsaris augusti quinti Caroli, maximi monarchæ, libri septem (1559)